# Каменное (Пятихатский район)
Каменное (укр. Кам'яне) — село, Савровский сельский совет, Пятихатский район, Днепропетровская область, Украина.
Код КОАТУУ — 1224585906. Население по переписи 2001 года составляло 81 человек.

## Географическое положение
Село Каменное находится на правом берегу реки Демурина, ниже по течению примыкает село Демурино-Варваровка.
По селу протекает пересыхающий ручей с запрудой.

## Экономика
- Савровский гранитный карьер (затоплен).
- Развалины дробильной фабрики.